# KPS Skra Bełchatów
KPS Skra Bełchatów är en herrvolleybollklubb från Bełchatów, Polen. Klubben bildades ursprungligen 1930 som RKS Skra (där RKS stod för Robotniczy Klub Sportowy, arbetarnas sportklubb). Ursprungligen hade klubben enbart fotboll på programmet, men 1957 tillkom volleybollen. Fotbollsverksamheten blev 1977 en egen klubb som GKS Bełchatów. Klubben gick under 1990-talet upp genom seriesystemet för att 1999 debutera i högsta serien. Första säsongen åkte de ur direkt, men lyckades också ta sig upp direkt därefter. Sedan dess har de etablerat sig i högsta serien och vunnit nio polska mästerskap, sju cuper och fyra supercuper. Internationellt har de som bäst nått final i CEV Champions League (2011/2012) och i världsmästerskapet i volleyboll för klubblag (2009 och 2010).